# Морфонтонський договір
Морфонтонський договір, Морфонтенський договір, Морфонтенський трактат, Мортефонтенський договір, Американо-французький договір 1800 року, Конвенція 1800 року — документ, підписаний представниками Сполучених Штатів Америки і Франції 30 вересня 1800 року у французькому містечку Морфонтон в маєтку майбутнього короля Іспанії Жозефа Бонапарта (старшого брата Наполеона), який входив до складу французької делегації.
Договір поклав край Квазівойні на морі (переважно в Карибському басейні) між Сполученими Штатами та Французькою республікою, що відбувалася в 1798—1800 роках в ході Війни другої коаліції. Однак договір не зміг вирішити проблему компенсації (близько 3,75 млн дол. США), яку вимагали американські судновласники за збитки, зазнані ними через напади ВМС Франції на їхні кораблі, і тому Договір не схвалив Конгрес США аж до 1801 року. Крапка у питанні про компенсації поставлена, коли керівництво США прийняло боргові зобов'язання на себе, за що французька сторона пообіцяла продати територію нинішнього штату Луїзіана (купівля відбулася через два роки).